# Universität Rafael Landívar
Die Universität Rafael Landívar (spanisch Universidad Rafael Landivar; englisch Rafael Landívar University) ist eine katholische Universität mit Sitz in Guatemala-Stadt, Guatemala.
Die von Jesuiten 1961 gegründete und geführte Hochschule wurde nach dem guatemaltekischen Jesuitenpater und Dichter Rafael Landívar y Caballero (1732–93) benannt. Sie ist die älteste Privatuniversität Guatemalas. Die Universität besitzt einen großen Zentral-Campus in der Hauptstadt sowie zehn Standorte im Landesinneren. Die wichtigsten, als Regional-Campus bezeichneten Außenstellen befinden sich in Quetzaltenango, Cobán, Huehuetenango, Zacapa und Santa Cruz del Quiché. Daneben gibt es kleinere regionale Niederlassungen in Coatepeque, Escuintla, Antigua Guatemala, Jutiapa und Retalhuleu. Mit über 11.000 Studierenden und über 1.000 Dozenten allein am Zentral-Campus ist die Universität Rafael Landivar die größte private Universität Zentralamerikas.

## Fakultäten
Die Hochschule hat neun Fakultäten:

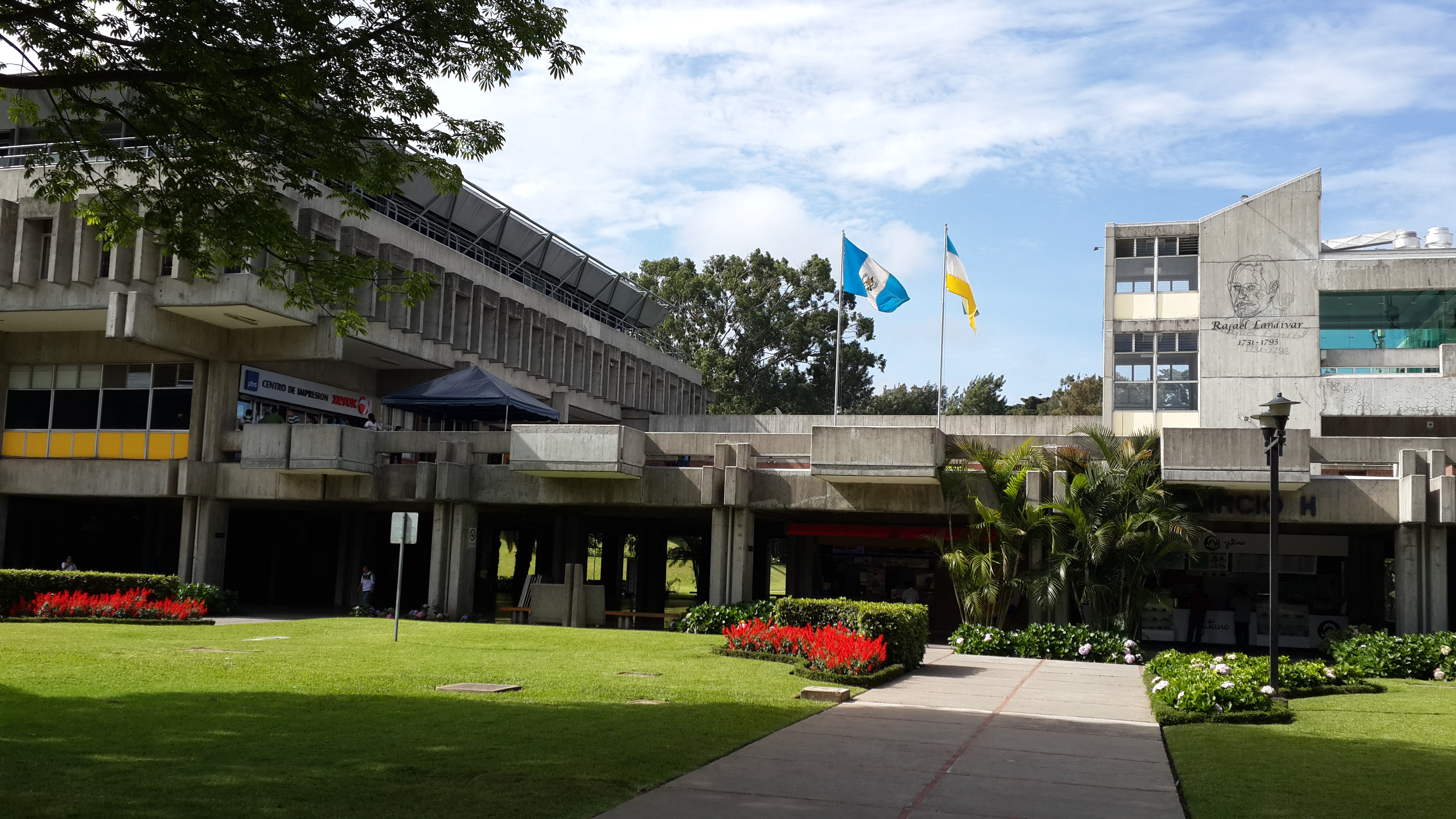
Zentral-Campus, Gebäude H

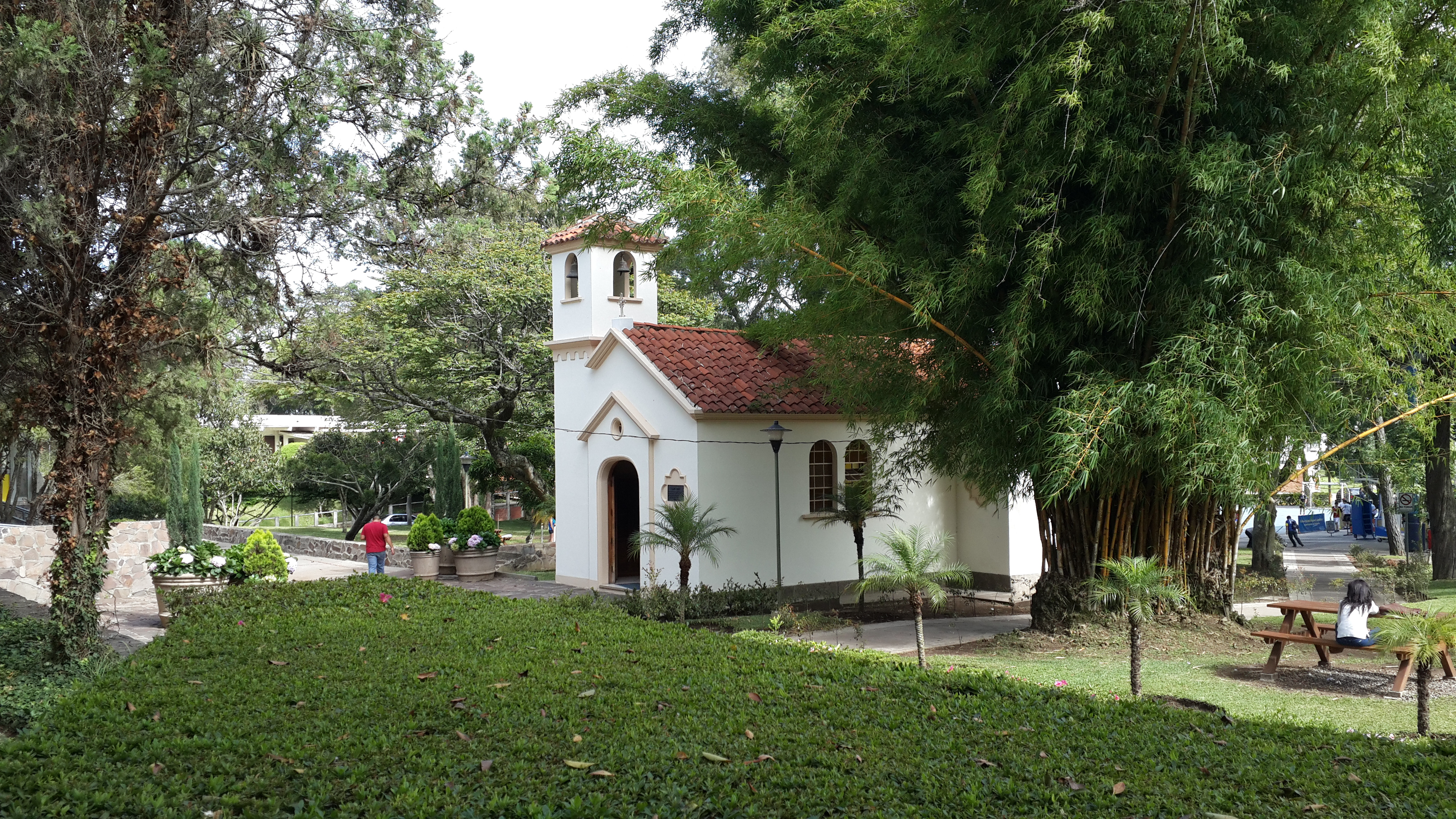
Zentral-Campus, Sophienkapelle

- Fakultät für Architektur und Design
- Fakultät für Umwelt- und Agrarwissenschaften
- Fakultät für Medizin und Gesundheitswissenschaften
- Fakultät für Wirtschaftswissenschaften
- Fakultät für Rechtswissenschaften
- Fakultät für Politikwissenschaften
- Fakultät für Geisteswissenschaften
- Fakultät für Ingenieurwissenschaften
- Fakultät für Theologie

Allerdings sind nur am Zentral-Campus und am Regional-Campus in Quetzaltenango alle neun Fakultäten vertreten.
Als erste private Universität in Guatemala hat die Universität zudem ab 1974 begonnen, postgraduale Studien anzubieten. Inzwischen bieten mit Ausnahme der Theologischen Fakultät alle Fakultäten Master-Studiengänge an, die Juristische Fakultät darüber hinaus auch ein Promotionsstudium.

## Institute
Neben den neun Fakultäten hat die Universität elf Forschungsinstitute, die sich sämtlich auf dem Zentral-Campus befinden:
- Institut für Wirtschaftliche und Soziale Forschung (IDIES)
- Institut für Sprachwissenschaft und Interkulturelle Studien (ILI)
- „Monseñor Luis Manresa Formosa, S.J.“-Institut für Musikwissenschaft (IMUS)
- Institut für Politikwissenschaft (INGEP)
- Institut für Landwirtschaft, natürliche Ressourcen und Umwelt (IARNA)
- Institut für Rechtswissenschaftliche Forschung (IIJ)
- Institut für Konfliktforschung (INTRAPAZ)
- Institut für Geisteswissenschaftliche Forschung (IEH)
- Institut für Religionswissenschaft (IIHR)
- Institut für Entwicklungswissenschaften und -technologie (InCyTDe)
- Institut für Forschung in Architektur und Design (INDIS)

## Fakultätsübergreifende Einrichtungen

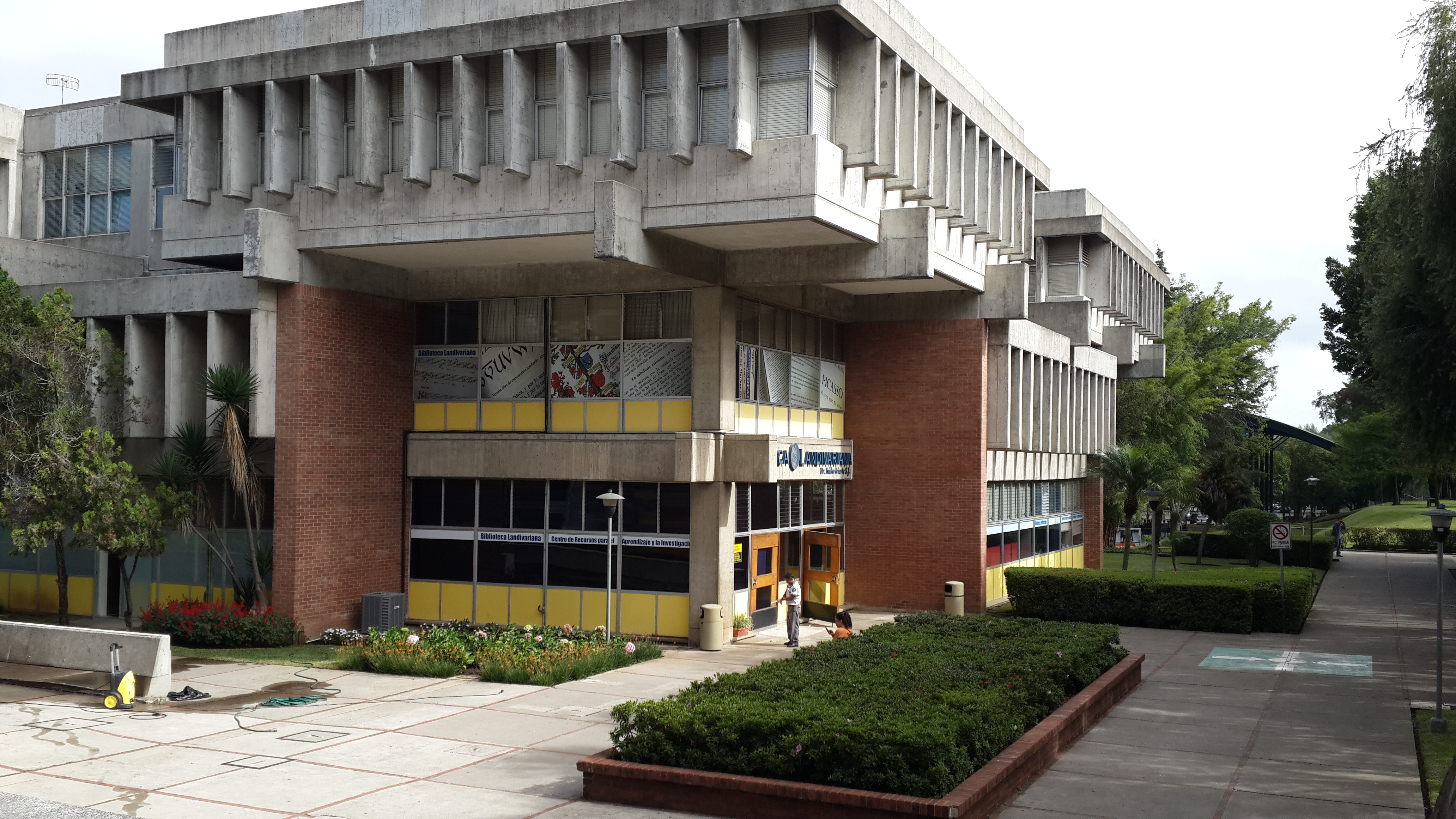
Zentral-Campus, Bibliotheksgebäude

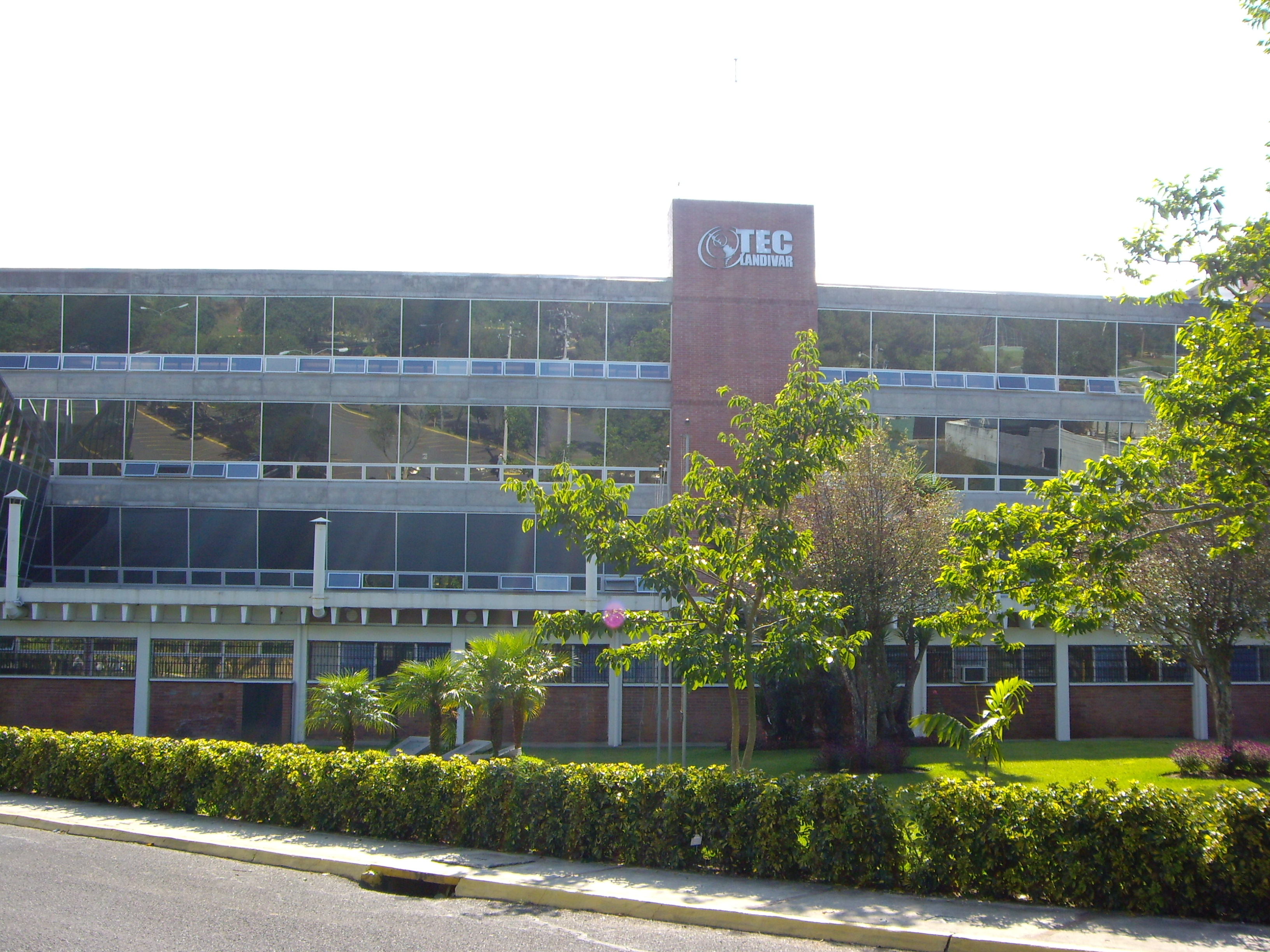
Zentral-Campus, TEC Landivar

- Bibliothek „Dr. Isidro Iriate“: Die nach einem der Gründungsväter der Universität, "P. Isidro Iriarte, S.J. ", benannte Bibliothek am Zentral-Campus verfügt über 206.000 Bücher, ca. 80.000 elektronisch verfügbare Abschlussarbeiten (tésis) und ein Zeitungsarchiv. Auch an den anderen Standorten gibt es Bibliotheken, die über das „Netzwerk Landivarianischer Bibliotheken“ mit der Bibliothek am Zentral-Campus verbunden sind. Über den gemeinsamen digitalen Katalog der jesuitischen Universitätsbibliotheken in Zentralamerika ist sie ferner mit den Bibliotheken der Universidad Centroamericana “José Simeón Cañas” in El Salvador und der Universidad Centroamericana in Nicaragua vernetzt.
- TEC Landivar: Das Technologiezentrum „TEC Landivar“ mit den verschiedensten technischen und naturwissenschaftlichen Laboren, einschließlich einer Sternwarte und einer meteorologischen Messstation, ist das größte seiner Art in Zentralamerika. Es steht in erster Linie den verschiedenen Fakultäten, aber auch Schulen, Unternehmen und anderen externen Nutzern zur Verfügung.

## Bedeutende Lehrer und Studenten
| Gabriel Edgardo Aguilera Peralta | Diplomat                                                       | * 1940    | Professor (Jura)                                 |
| José Roberto Alejos Cámbara      | Politiker                                                      | * 1961    | Student (Jura)                                   |
| Álvaro Arzú Irigoyen             | Staatspräsident (1996–2000)                                    | * 1946    | Student (Jura)                                   |
| Óscar Berger Perdomo             | Staatspräsident (2004–2008)                                    | * 1946    | Student (Jura)                                   |
| Ramiro de León Carpio            | Staatspräsident (1993–1996)                                    | 1942–2002 | Student (Jura)                                   |
| Anamaría Diéguez Arévalo         | Diplomatin                                                     | *1952     | Studentin (Politikwissenschaften und Soziologie) |
| Mario David García Velásquez     | Rechtsanwalt und Politiker                                     | * 1946    | Student (Jura)                                   |
| Luis Manresa Formosa             | Bischof von Quetzaltenango                                     | 1915–2010 | Rektor 1981–1992                                 |
| Rodolfo Quezada Toruño           | Kardinal und Erzbischof von Guatemala                          | 1932–2012 | Professor (kanonisches Recht)                    |
| Rodrigo Rosenberg Marzano        | Rechtsanwalt und Politiker                                     | 1960–2009 | Student (Jura)                                   |
| Jorge Skinner-Klée Arenales      | Diplomat                                                       | * 1957    | Student und Professor (Jura)                     |
| Josef Thesing                    | Stellvertretender Generalsekretär der Konrad-Adenauer-Stiftung | * 1937    | Ehrendoktor und Ehrenprofessor                   |